# Hefei
Hefei (xinès: 合肥, pinyin: Héféi) és la ciutat més gran i la capital de la província d'Anhui, a la República Popular de la Xina.
És una ciutat a nivell de prefectura; és el centre polític, econòmic i cultural d'Anhui. La seva població era de 9.369.881 segons el cens del 2020 i la seva àrea urbanitzada estava formada per quatre districtes urbans més els comtats de Feidong, Feixi i Changfeng, amb un total de 7.754.481 habitants. Situada a la part central de la província, limita amb Huainan al nord, Chuzhou al nord-est, Wuhu al sud-est, Tongling al sud, Anqing al sud-oest i Lu'an a l'oest. Un centre natural de comunicacions, Hefei es troba al nord del llac Chao, un dels més grans de la Xina. Per desgràcia, el llac s'ha contaminat amb nitrogen i fòsfor en els últims anys.

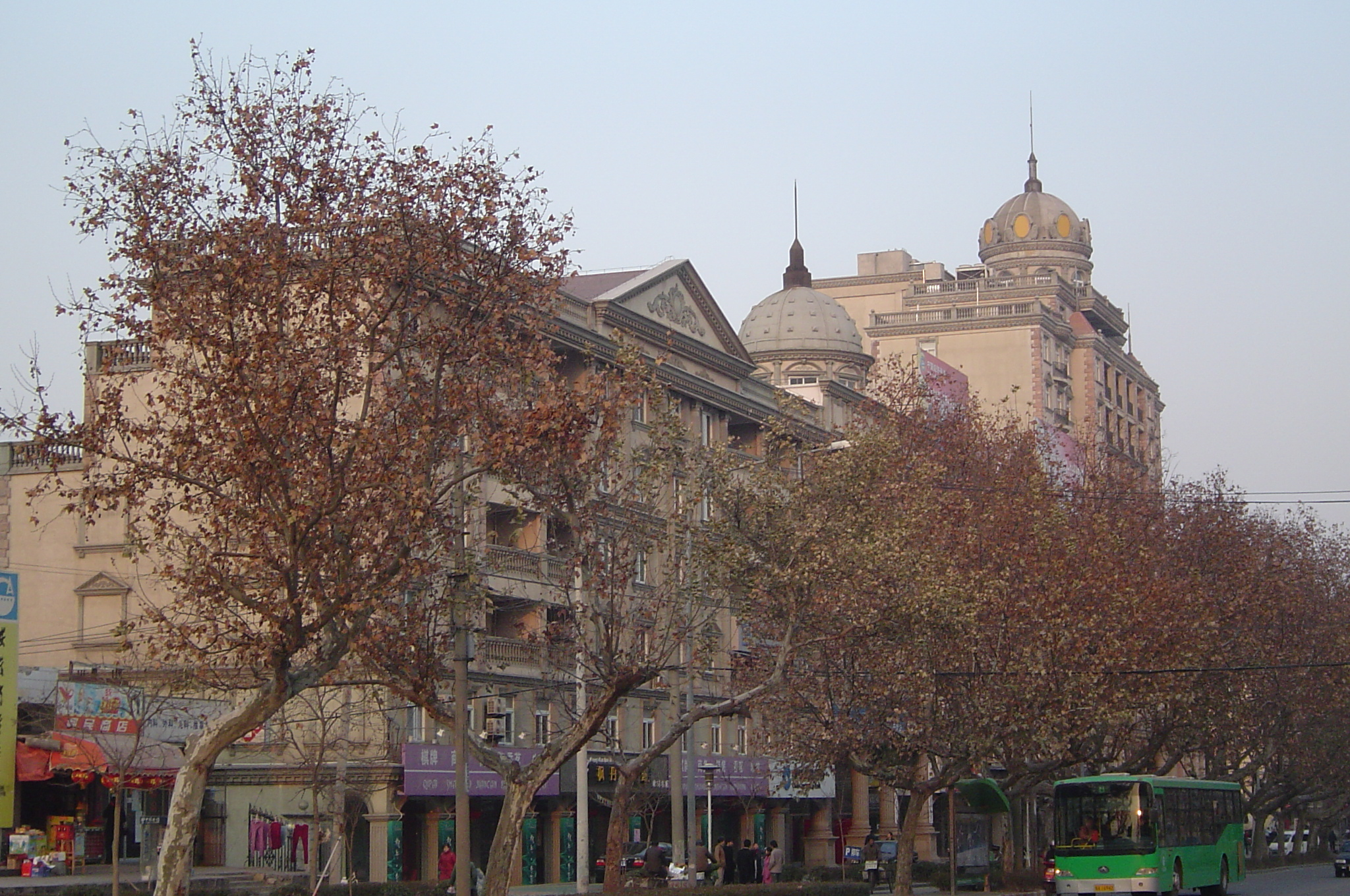
Hefei a l'hivern.

Està situada a uns 130 quilòmetres a l'oest de Nanquín. La temperatura mitjana és de 15,7 °C i la mitjana de precipitacions és de 1000 mm. A l'hivern són habituals les nevades. La major part de la població és d'ètnia han amb una minoria hui.
Hefei és una ciutat líder mundial en recerca científica: la ciutat disposa de set universitats i ocupa la 16a posició a nivell mundial segons l'índex Nature.

## Història
Durant les dinasties Ming i Qing la ciutat va rebre el nom de Luzhou. Als voltants de la ciutat es va lliurar una batalla entre la dinastia Wei i la Wu. El lloc en el qual es va lliurar la batalla ha esdevingut un parc públic.
Abans de la Guerra Civil Xinesa, Hefei era bàsicament una ciutat agrícola. Després de la constitució de la República Popular, la capitalitat de la província d'Anhui es va traslladar a Hefei. Per a contribuir al desenvolupament de la ciutat, es va promoure el trasllat de persones amb talent des de diferents part del país fins a Hefei. Entre les indústries instal·lades en la ciutat en l'actualitat destaquen les de maquinària, químiques, acer, tèxtils i les de fabricació de cigarrets.

## Llocs d'interès
- El parc de Xiaoyao Jin, lloc en el qual va tenir lloc la batalla entre els exèrcits de Wei i de Wu.
- El Temple del Senyor Bao, prop del centre de la ciutat. Va ser construït el 1066 a prop de la tomba del Senyor Bao.